# Wladimir Alexandrowitsch Gowyrin
Wladimir Alexandrowitsch Gowyrin (russisch Владимир Александрович Говырин; * 22. Februar 1924 in Balaschow; † 5. Februar 1994 in St. Petersburg) war ein sowjetisch-russischer Physiologe.

## Leben
Gowyrins Eltern waren der Ökonomie-Lehrer A. P. Gowyrin und die Deutsch-Lehrerin S. W. Gowyrina geborene Goljajewa. Nach dem Schulbesuch begann Gowyrin 1941 das Studium am Balaschower Lehrer-Institut in der Physikalisch-Mathematischen Abteilung.
Im Deutsch-Sowjetischen Krieg wurde Gowyrin 1942 zur Roten Armee eingezogen und zum Studium an der Militär-Veterinär-Akademie der Roten Armee in Moskau geschickt. Nach dem Abschluss 1946 mit Auszeichnung diente er in der Grenzschutz-Truppe in Suojarwi. 1953 verteidigte er als Major des Veterinär-Dienstes mit Erfolg seine Kandidat-Dissertation. 1956 wurde er auf Antrag seines wissenschaftlichen Betreuers Leon Abgarowitsch Orbeli aus der Grenzschutz-Truppe entlassen, um wissenschaftlich tätig zu werden.
Gowyrin wurde nun Wissenschaftlicher Mitarbeiter des gerade von Orbeli gegründeten Setschenow-Instituts für Evolutionsphysiologie und Biochemie der Akademie der Wissenschaften der UdSSR (AN-SSSR, seit 1991 Russische Akademie der Wissenschaften (RAN)) in Leningrad. 1961 wurde er Wissenschaftlicher Vizedirektor und leitete ab 1963 das Laboratorium für Entwicklung der adaptiv-trophischen Funktion des Nervensystems. 1967 verteidigte er mit Erfolg seine Dissertation über die trophische Funktion der sympathischen Nerven von Herz und Skelettmuskulatur für die Promotion zum Doktor der biologischen Wissenschaften. 1975 wurde er Direktor des Instituts, als der bisherige Direktor Jewgeni Michailowitsch Kreps in den Ruhestand ging.
1976 wurde Gowyrin zum Korrespondierenden Mitglied der AN-SSSR gewählt. 1978 folgte die Ernennung zum Professor.
Gowyrin untersuchte die Entwicklung der sympathischen Innervation des cardiovaskulären Systems der Wirbeltiere. Er entwickelte ein Konzept der universellen Beteiligung der vaskulären Nerven bei der Einwirkung des sympathischen Nervensystems auf das Gewebe.
1981 wurde Gowyrin Direktor des I.-P.-Pawlow-Instituts für Physiologie der AN-SSSR in Leningrad als Nachfolger Wladimir Nikolajewitsch Tschernigowskis. Gowyrins Nachfolger am Setschenow-Institut wurde Wladimir Leonidowitsch Swiderski. 1984 wurde Gowyrin Vollmitglied der AN-SSSR. 1993 organisierte er auf der Basis des Pawlow-Instituts das Internationale Pawlow-Wissenschaftszentrum.
Gowyrin wurde auf dem St. Petersburger Bogoslowskoje-Friedhof begraben.
Nach Gowyrins Tod wurde Dschan Petrowitsch Dworezki Direktor des Pawlow-Instituts.

## Ehrungen, Preise
- Medaille „Sieg über Deutschland“ (1945)[2]
- Medaille „Für Verdienste im Kampf“ (1954)[2]
- Leninorden (1971)[2]
- Orden des Roten Banners der Arbeit (1976, 1981)[2]
- Orden der Oktoberrevolution (1986)[2]